# Marengo (Indiana)
Marengo és una població dels Estats Units a l'estat d'Indiana. Segons el cens del 2000 tenia 829 habitants.

## Demografia
Segons el cens del 2000, Marengo tenia 829 habitants, 363 habitatges, i 218 famílies. La densitat de població era de 415,7 habitants/km².
Dels 363 habitatges en un 28,9% hi vivien nens de menys de 18 anys, en un 45,2% hi vivien parelles casades, en un 11% dones solteres, i en un 39,9% no eren unitats familiars. En el 35% dels habitatges hi vivien persones soles el 17,9% de les quals corresponia a persones de 65 anys o més que vivien soles. El nombre mitjà de persones vivint en cada habitatge era de 2,28 i el nombre mitjà de persones que vivien en cada família era de 3.
Per edats la població es repartia de la següent manera: un 24,7% tenia menys de 18 anys, un 7% entre 18 i 24, un 28,6% entre 25 i 44, un 22,1% de 45 a 60 i un 17,6% 65 anys o més.
L'edat mediana era de 37 anys. Per cada 100 dones de 18 o més anys hi havia 83 homes.
La renda mediana per habitatge era de 23.542 $ i la renda mediana per família de 32.019 $. Els homes tenien una renda mediana de 27.109 $ mentre que les dones 19.211 $. La renda per capita de la població era d'11.194 $. Entorn del 13,6% de les famílies i el 23,9% de la població estaven per davall del llindar de pobresa.

## Poblacions més properes
El següent diagrama mostra les poblacions més properes.